# Respirateur liquidien
Pour les articles homonymes, voir respirateur.

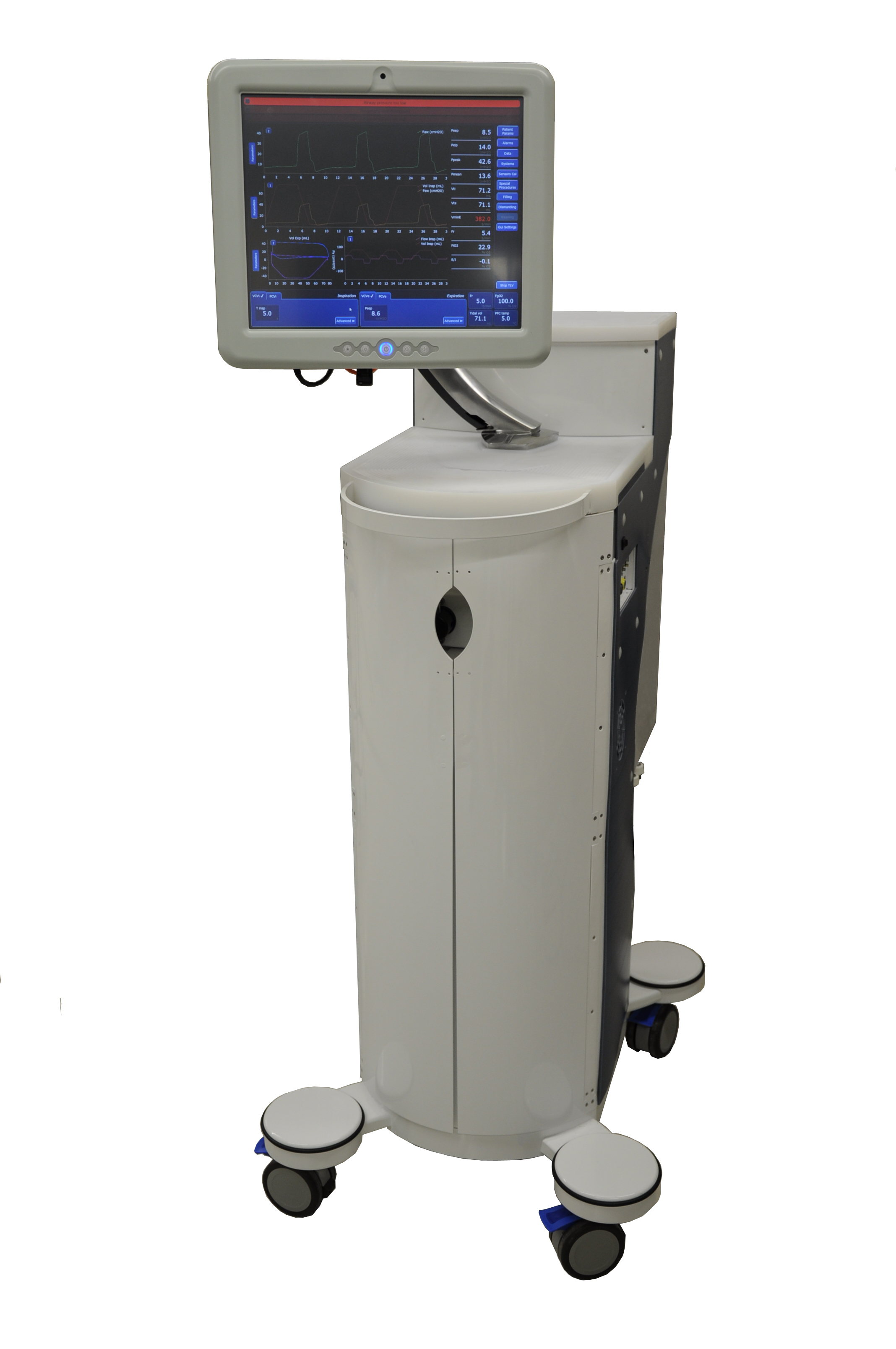
Exemple de prototype de respirateur liquidien (Inolivent-5 du groupe de recherche Inolivent l'Université de Sherbrooke)

Le respirateur liquidien, ou ventilateur liquidien, est un appareil médical destiné à pratiquer la ventilation liquidienne totale,. Actuellement, seuls quelques prototypes pour l'expérimentation animale sont utilisés dans des centres de recherche à travers le monde (États-Unis,, Espagne, Canada, France, Italie, Japon...) mais avec l'objectif de les déployer un jour dans les unités de soins intensifs.

## Principe de fonctionnement
Un respirateur liquidien fonctionne comme un respirateur artificiel en ventilation mécanique, excepté que le vecteur est un liquide de type perfluorocarbure (PFC) ayant la capacité de dissoudre du dioxyde de carbone (CO2) et du dioxygène (O2) en grande quantité.

### Remplissage
Quand l'opérateur décide de commencer la ventilation liquidienne totale (VLT), il doit commencer par instiller du PFC progressivement dans les poumons ventilés à l'aide d'un respirateur gazeux conventionnel. Ainsi, la phase de remplissage s'effectue par étapes en ventilation liquidienne partielle (VLP). Lorsque la capacité fonctionnelle résiduelle des poumons est remplie, le respirateur liquidien est alors connecté à la place du respirateur gazeux. Le cycle de ventilation liquidienne totale commence sur l'administration du volume courant de PFC.

### Cycle
Le cycle de ventilation liquide consiste en 4 étapes qui se répètent :
1. retirer le volume courant de PFC des poumons
2. faire une pause de fin d'expiration
3. administrer le volume courant de PFC dans les poumons
4. faire une pause de fin d'inspiration

Ce cycle doit être réalisé en mode mandatoire, c'est-à-dire totalement contrôlé par le respirateur liquidien. Cependant, la fréquence du cycle est relativement lente (inférieure à 8 respirations par minute) pour des volumes courants faibles car la viscosité du PFC génère une perte de charge importante dans les voies respiratoires (comparativement à de l'air). Ainsi, durant la phase d'expiration, la pression nécessaire pour retirer le PFC doit être négative, et un collapsus des voies respiratoires peut alors se développer au niveau de la trachée .
Afin d'optimiser le cycle ventilatoire tout en évitant le développement d'un collapsus, les différentes solutions de la plus simple à la plus avancée sont :
1. Arrêter le débit d'expiration quand une pression limite basse est atteinte[5].
2. Profiler la commande du débit d'expiration afin d'éviter la génération d'un collapsus[12].
3. Contrôler par rétroaction le débit d'expiration afin de réaliser une expiration régulée en pression[13].

### Sevrage
Quand l'opérateur décide d'arrêter la ventilation liquidienne totale, il demande l'arrêt du cycle à la fin de l'expiration, puis connecte un respirateur gazeux conventionnel à la place du respirateur liquidien afin de passer en ventilation liquidienne partielle (VLP). L'évaporation du PFC résiduel dans les poumons s'effectue progressivement et permet d'engager le sevrage de la ventilation mécanique.

## Fonctions
En parallèle avec le cycle, le volume de PFC retiré des poumons doit être filtré, ré-oxygéné, et ajusté à la température corporelle avant d'être à nouveau insufflé. Pour cela, le respirateur liquidien doit réaliser plusieurs fonctions.

### Insérer et retirer le PFC des poumons
Pour insérer et retirer le PFC des poumons, il faut un système de pompage et des valves commandées électriquement pour aiguiller le PFC au sein du respirateur liquidien. Les prototypes les plus rudimentaires utilisent une seule pompe péristaltique pour l'inspiration et l'expiration. Mais, cette configuration de pompage n'est pas optimale et génère un écoulement pulsé qui induit des oscillations de pression indésirables; de plus, elle s'avère inappropriée pour la mise en œuvre de commandes avancées comme l'expiration régulée en pression. Ainsi, les prototypes les plus avancés ont recours à deux pompes à piston, une pour l'inspiration et une pour l'expiration, commandées indépendamment l'une de l'autre.

### Oxygéner le PFC
Un oxygénateur, ou échangeur gazeux, doit extraire complètement le dioxyde de carbone (CO2) contenu dans le PFC pour le remplacer par de l'air médical enrichi en O2 avant qu'il ne soit réintroduit dans les poumons. Cela peut être soit réalisé par un échangeur à membrane, comme ceux utilisés en ECMO (oxygénation par membrane extra-corporelle), soit par un échangeur à bulles.
Un mélangeur de gaz permet de doser la fraction en oxygène (FiO2) du gaz acheminé à l'oxygénateur, et donc la concentration d'oxygène dissout dans le PFC instillé dans les poumons.

### Piloter le respirateur liquidien
La complexité d'un respirateur liquidien requiert un système temps réel raccordé à tous les capteurs et actionneurs du dispositifs ainsi qu'une interface personne-machine qui permet au clinicien de spécifier les paramètres ventilatoires et d'afficher les informations pertinentes. Comme la ventilation liquide est réalisée en mode mandatoire, c'est le respirateur qui impose les volumes, les pressions et la fréquence de la ventilation, en fonction des consignes du clinicien. Le pilotage d'un respirateur liquidien s'apparente à celui d'une ventilation mécanique conventionnelle (VMC), à la différence notable que l'expiration est active et à pression négative (en VMC elle est passive et à pression positive).
Afin de bien contrôler la quantité de PFC présent dans les poumons, la ventilation liquide est toujours contrôlée en volume (volume controlled), c'est-à-dire que les volumes inspiré et expiré sont imposés par l'appareil. Quand le clinicien ne souhaite aucune modification du volume pulmonaire, le volume inspiré est identique au volume expiré, c'est alors le volume courant usuel en ventilation mécanique conventionnelle. Si le clinicien souhaite modifier le volume de PFC dans les poumons, le système de pompage doit insuffler plus ou moins de PFC qu'on en retire.
Comme en VMC, la ventilation liquide doit être limitée en pression pour éviter la surpression de la trachée à l'inspiration, et le collapsus de la trachée à l'expiration. Ce type de protection est assuré par la mise en œuvre de limites en pression (pressure limited). En fait, dès que les seuils sont atteints, la phase en cours est interrompue et une alarme est émise.
Afin d'éviter d'atteindre les pressions limites tout en optimisant le cycle, il est possible d'utiliser les modes de ventilation de type pression régulée (pressure regulated). Dans ce cas, le respirateur liquidien commande l'instillation du volume inspiré à une pression constante de référence positive (Pref, i>0), tandis que l'extraction du volume expiré s'effectue à une pression de référence négative (Pref, e<0). 
- Le réglage de Pref, i s'apparente au réglage de la pression inspiratoire positive utilisée en VMC dans le mode ventilation en pression contrôlée, sauf que le volume inspiré reste sous contrôle en VLT.
- Le réglage de Pref, e s'apparente au réglage de la pression expiratoire positive (PEP) utilisée en VMC dans tous les modes. Mais, le parallèle s'arrête là car la Pref, e est négative pour asservir une pompe tandis que la PEP est positive pour asservir une valve.

Selon cette nomenclature, un mode de ventilation liquide doit être contrôlé en volume et limité en pression; les phases inspiratoires et expiratoires peuvent être régulées en pression.

### Filtrer, chauffer et condenser le PFC
Le PFC retiré des poumons requiert les opérations suivantes en plus de l'oxygénation :
1. filtrer le PFC retiré des poumons avant de le réintroduire ;
2. chauffer le PFC afin de le maintenir à la température corporelle ;
3. Condenser le PFC qui s'évapore car il s'agit d'un gaz à effet de serre.

## L'exemple d'une technologie

Exemple de fonctionnement d'un respirateur liquidien (Inolivent-5 du groupe de recherche Inolivent l'Université de Sherbrooke) (Québec, Canada).

L'animation ci-contre permet d'illustrer le fonctionnement d'un respirateur liquidien sur un cycle complet (agrandir l'image pour voir l'animation). Dans ce cas il s'agit un appareil avec 2 pompes à pistons indépendantes, un oxygénateur à bulle, un condenseur, un élément chauffant et 4 valves. L'interface patient-respirateur est une sonde endotrachéale connectée au « Y » et instrumentée d'un capteur de pression.

### Cycle standard
Un cycle se décompose en 4 étapes :
1. La pompe d'inspiration pousse un volume de PFC dans les poumons (valve 1 ouverte, valve 2 fermée), et simultanément la pompe d'expiration refoule le PFC dans l'oxygénateur via le filtre (valve 3 fermée, valve 4 ouverte). La pompe d'inspiration est commandée en débit, limitée en pression et en temps. Les deux pompes ne terminent pas systématiquement leur opération en même temps. Le PFC circule dans l'oxygénateur où il échange le dioxyde de carbone par un mélange d'air et dioxygène. Il est également réchauffé pour le maintenir à la température corporelle. Finalement, il est stocké dans le réservoir tampon.
2. À la fin de l'inspiration, le volume pulmonaire est à son maximum pendant la pause inspiratoire (toutes les valves sont fermées). La mesure de la pression est la PEIP (Positive End-Inspiratory Pressure).
3. la pompe d'expiration retire un volume de PFC (valve 3 ouverte, valve 4 fermée) et simultanément la pompe d'inspiration se remplit du volume courant de PFC depuis le réservoir tampon  (valve 1 fermée, valve 2 ouverte). La pompe d'expiration est régulée en pression, limitée en pression et en temps. Les deux pompes ne terminent pas systématiquement leur opération en même temps.
4. À la fin de l'expiration, le volume pulmonaire est à son minimum pendant la pause expiratoire (toutes les valves sont fermées). La mesure de la pression est la PEEP (Positive End-Expiratory Pressure).

### Paramètres ventilatoires
L'interface utilisateur permet à l'opérateur de spécifier différents paramètres ventilatoires :
- la pression de référence durant l'expiration (entre -30 et 0 cm H2O) dans le mode d'une expiration régulée en pression. Ce mode est basé sur l'asservissement de la pression mesurée à la pression demandée[13] ;
- le volume courant de PFC, soit le volume de PFC renouvelé à chaque cycle ;
- la pression désirée à la pause d'expiration, soit la PEEP, (typiquement entre +2 et +8 cmH2O). Cela est obtenue en contrôlant le volume de PFC dans les poumons à la fin de l'expiration ;
- la fraction d'oxygène contenue dans le PFC (soit la FiO2) ;
- la température du PFC ;
- la fréquence du cycle (le nombre de respirations par minute) ;
- les limites de pression hautes et basses autorisées ;
- les durées de la phase d'inspiration et d'expiration (soit le rapport I/E).

L'interface utilisateur permet d'afficher :
- les courbes de pressions, de débits et de volumes en fonction du temps ;
- les pressions mesurées, comme la PEIP et PEEP ;
- le volume de PFC effectivement instillé et retiré des poumons ;
- la compliance pulmonaire (statique) ;
- la température du PFC ;
- la concentration d'O2 dans le PFC ;
- différentes alarmes ou avertissement pour guider l'opérateur.

## Applications potentielles
De nombreuses recherches permettent de suggérer plusieurs applications thérapeutiques pour la ventilation liquidienne totale avec un respirateur liquidien.

### Alternative à la ventilation mécanique conventionnelle
Malgré les récents progrès réalisés pour optimiser la ventilation mécanique conventionnelle la mortalité liée au syndrome de détresse respiratoire aiguë reste élevée. Ainsi, le syndrome de détresse respiratoire du nouveau-né reste une maladie dont la mortalité moyenne est de 20 %. En conséquence, la recherche d'une alternative à la ventilation mécanique conventionnelle reste plus que jamais d'actualité.
La ventilation liquidienne partielle (VLP), se résumant à un respirateur gazeux conventionnel sur des poumons partiellement remplis de PFC, a fait l'objet de nombreuses études démontrant qu’elle peut être bénéfique et utilisée d’une manière sécuritaire sur l’humain. Cependant, une étude internationale multicentrique évaluant la ventilation liquidienne partielle dans le syndrome de détresse respiratoire aiguë chez l'adulte n'a pas réussi à démontrer un bénéfice en termes de mortalité. Les résultats de cette étude clinique oriente et stimule la recherche en ventilation liquidienne totale dont l'efficacité est démontrée supérieure à la partielle mais qui nécessite un respirateur liquidien.

### Lavage thérapeutique des voies respiratoires
Le respirateur liquidien permet le lavage thérapeutique des voies respiratoires sans mise en apnée. Une application de lavage pulmonaire chez le nouveau-né concernerait le cas du syndrome d'aspiration méconiale. Ce syndrome, qui résulte de l'aspiration du méconium lors de la naissance du nouveau-né, peut dans le pire des cas requérir une ventilation extra-corporelle par ECMO si le nouveau-né est admissible. Comme des expérimentations animales ont démontré la pertinence du lavage pulmonaire par respirateur liquidien en cas de SAM, il pourrait devenir un traitement alternatif dans les unités de soins intensifs de néonatalogie .

### Induire une hypothermie thérapeutique
Un enjeu actuel de la recherche sur l’hypothermie est de pouvoir disposer de stratégies induisant un refroidissement plus rapide que celui induit actuellement en clinique afin d’accroître le bénéfice conféré à l'hypothermie. Les PFCs, des fluides caloporteurs, peuvent servir à évacuer rapidement la chaleur corporelle en « utilisant » les poumons comme un échangeur thermique tout en maintenant des échanges gazeux normaux. Ainsi, l'administration d'un PFC à une température inférieure à la température corporelle permet de provoquer une baisse rapide de la température du sang, puis des différents organes plaçant ainsi le corps en hypothermie dite thérapeutique.  L’induction d’une hypothermie thérapeutique modérée par la ventilation liquidienne totale permet expérimentalement un refroidissement extrêmement rapide (température cardiaque de 32 °C atteinte en 3-5 min sur des lapins de 3.0-3.5 kg) et d'obtenir des bénéfices thérapeutiques au niveau de la cardio-protection et neuro-protection à la suite d'un arrêt cardiaque. Une expérimentation animale a montré l'effet protecteur d'un tel refroidissement rapide dans le cas de l’infarctus du myocarde.
Un respirateur liquidien est actuellement en cours de développement par la société Orixha .